# کامیل کالیسون
کامیل کالیسون (متولد حدود ۱۹۸۳) یک کتابدار بومی، آرشیودار، دانشگاهی، و فعال فرهنگی بومی است که عضو قبیله تسسکیه (کرو) از ملت تاهلتان در آنچه امروزه به عنوان بریتیش کلمبیا، کانادا شناخته می‌شود، می‌باشد. او در حال حاضر کتابدار دانشگاهی در دانشگاه دره فریزر در ابوتسفورد است. کالیسون مدافع حقوق مردمان بومی و دانش است، به ویژه که این حقوق با موسسات GLAM تلاقی می‌کنند. کالیسون به عنوان یک مدافع حقوق مردم بومی و دانش آنها فعالیت می‌کند، به ویژه در زمینه‌هایی که این حقوق با مؤسسات GLAM (گالری‌ها، کتابخانه‌ها، آرشیوها و موزه‌ها) تلاقی پیدا می‌کند. او به‌طور فعال در انجمن‌های حرفه‌ای محلی، ملی و بین‌المللی مرتبط با نیازهای کتابداری و اطلاعاتی مردم بومی مشارکت دارد و در نقش خود به عنوان هم‌رهبری ائتلاف ملی دانش و زبان بومی (NIKLA) فعالیت می‌کند.
کالیسون در سال ۲۰۰۳ مدرک کارشناسی خود را در رشته انسان‌شناسی را از دانشگاه بریتیش کلمبیا دریافت کرد. و در سال ۲۰۰۵ موفق به کسب مدرک کارشناسی ارشد در رشته کتابداری و اطلاعات (MLIS) با تمرکز بر اقوام نخستین شد. او تحت راهنمایی دکتر جین جوزف، کتابدار بنیان‌گذار کتابخانه Xwi7xwa، آموزش دیده است. همچنین کالیسون هم‌اکنون دانشجوی دکترا در رشته انسان‌شناسی است و بر روی دانش بومی تمرکز دارد و این تحصیلات را از دانشگاه مانیتوبا است.

## حرفه

### شغل و پروژه‌های آکادمیک
قبل از تصدی سمت کتابدار دانشگاهی در دانشگاه دره فریزر، کالیسون در دانشگاه مانیتوبا (۲۰۱۲–۲۰۲۱) مشغول به کار بود و در سمت‌هایی چون نخستین کتابدار خدمات بومی، کتابدار راهبردهای بومی، کتابدار آموزشی و توسعه سازمانی، کتابدار پژوهشی، انسان‌شناسی، و مددکاری اجتماعی، و همچنین به عنوان عضو دایره مشورتی بومی دانشگاه (۲۰۱۵–۲۰۱۷) فعالیت کرد.
او به پرورش برنامه آموزش شایستگی فرهنگی بومی (ICCT) برای کارکنان کتابخانه‌های دانشگاه مانیتوبا کمک کرد. همچنین، او مجموعه رمان‌های گرافیکی بومی مازینبیگه را در کتابخانه الیزابت دفو، بخشی از کتابخانه‌های دانشگاه مانیتوبا، تأسیس کرد. خروجی‌های این پروژه شامل «کمیک‌ها و رمان‌های گرافیکی بومی: یک کتاب‌شناسی حاشیه‌نویسی شده» و فهرست «مجموعه رمان‌های گرافیکی بومی مازینبیگه» به صورت قابل دانلود بود.
کالیسون در کمیته پیشنهاد دانشگاه مانیتوبا (۲۰۱۲) و کمیته پیاده‌سازی (۲۰۱۳–۲۰۱۵) نیز فعالیت داشت، که هدف آن‌ها انتقال آرشیوهای کمیسیون حقیقت و آشتی کانادا به دانشگاه مانیتوبا و تشکیل مرکز ملی حقیقت و آشتی بود.
در سال ۲۰۱۳، کالیسون در گروه کاری اصلی انجمن آرشیو منیتوبا- LCSH خدمت کرد که به جای اصطلاحات فرهنگی نامناسب LCSH برای مردم و فرهنگ‌های بومی، اصطلاحات نماینده‌تری را برای استفاده در پایگاه داده اطلاعات آرشیوی مانیتوبا (MAIN) جایگزین کرد. این کار منجر به فهرست‌گذاری سرعنوان‌های موضوعی شد که در وب سایت MAIN قابل مشاهده است.

### سمت‌های ریاست، کارگروه و کمیته

#### سمت‌های فعلی
کالیسون به‌عنوان رئیس کمیته حرفه‌ای بخش H برای ایفلا ۲۰۱۱–۲۰۲۳) فعالیت می‌کند و همچنین عضو هیئت مدیره شبکه دانش پژوهش کانادا (CRKN) است. او در گروه مشاوره برای پروژه OCLC تحت عنوان «بازاندیشی در جریان‌های توصیفی» نیز عضویت دارد. همچنین هم‌رهبری قفقاز بومی (و پیش‌تر دبیر) استاندارد IEEE در زمینه شیوه‌های پیشنهادی برای شفافیت داده‌های مردم بومی را به عهده دارد و عضو کمیته پاسخ به گزارش کارگروه حقیقت و آشتی در آرشیوهای کانادا است. او همچنین به عنوان بنیان‌گذار و هم‌رئیس کمیته بازگشت داده‌های دپارتمان انسان‌شناسی دانشگاه مانیتوبا فعالیت می‌کند و عضو زیر کمیته تنوع، برابری و شمول سازمان استانداردهای اطلاعات ملی (NISO) است. همچنین، او هم‌رهبری ائتلاف ملی دانش و زبان بومی (NIKLA) را عهده‌دار است.

#### سمت‌های گذشته
در سال ۲۰۱۵، کالیسون به عنوان یکی از اعضای بنیان‌گذار هیئت مدیره فدراسیون کتابخانه‌های کانادا (CFLA-FCAB) انتخاب شد که در سال ۲۰۱۶ جایگزین انجمن کتابخانه‌های کانادا شد. او به عنوان نماینده بومی در هیئت مدیره (۲۰۱۵–۲۰۱۹)، نائب رئیس هیئت مدیره (۲۰۱۸–۲۰۱۹) و عضو کمیته حق نشر CFLA-FCAB (۲۰۱۷–۲۰۲۰) فعالیت کرده است. در نقش خود در کمیته حق نشر، کالیسون بر روی بیانیه موضعی در مورد دانش بومی کار کرد. همچنین او به‌طور مستقل به کمیته دائمی صنعت، علم و فناوری مجلس عوام کانادا ارائه‌ای داشت تا در بررسی «قانون حق نشر» مشارکت کند.
دوره کالیسون در CFLA-FCAB شامل ریاست کمیته حقیقت و آشتی این فدراسیون در سال ۲۰۱۷ بود. در این سمت، او نظارت بر ایجاد «گزارش و پیشنهادهای حقیقت و آشتی» را بر عهده داشت و پس از آن به عنوان رئیس بنیان‌گذار (۲۰۱۷–۲۰۱۹) و رئیس پیشین (۲۰۱۹–۲۰۲۰) کمیته مسائل بومی CFLA-FCAB خدمت کرد.
علاوه بر کار خود به عنوان رئیس کمیته، او گروه‌های کاری در زمینه‌های حفاظت از دانش بومی/حق نشر، دانش بومی و برنامه درسی، و گروه کاری مشترک در زمینه طبقه‌بندی و سرعنوان‌های موضوعی را نیز هم‌ریاست کرد. به عنوان رئیس، او همچنین به نظارت بر پروژه‌هایی مانند همکاری مداوم CFLA-FCAB با دوره آنلاین «کانادا بومی» که توسط دانشکده مطالعات بومی دانشگاه آلبرتا توسعه یافته بود، کمک کرد.
سمت‌های دیگر کالیسون شامل رئیس انجمن کتابخانه‌های مانیتوبا (۲۰۱۳–۲۰۱۵)، عضو گروه مشاوره بومی هیئت ملی فیلم کانادا، نائب رئیس کمیته مشورتی کانادا در کمیته حافظه جهانی یونسکو (۲۰۱۷–۲۰۱۹)، و رئیس بخش مسائل بومی IFLA (۲۰۱۷–۲۰۲۱) است.
سمت‌های دیگر کالیسون شامل رئیس انجمن کتابخانه منیتوبا (۲۰۱۳–۲۰۱۵)، عضو گروه مشاوران بومی شورای ملی فیلم کانادا، نایب رئیس کمیته مشورتی کانادا، کمیسیون حافظه جهانی یونسکو (۲۰۱۷–۲۰۱۹)، و رئیس بخش مسائل بومی ایفلا (۲۰۱۷–۲۰۲۱) است.

### اطلاع‌رسانی عمومی
کالیسون در فعالیت‌های ارتباطات عمومی شرکت کرده و تبادل دانش بین‌نسلی و بین‌فرهنگی را تسهیل می‌کند. او به عنوان سخنران کلیدی در چندین رویداد دعوت شده است، از جمله:
- کنفرانس سوپر OLA 2021[۳۱]
- کنفرانس انجمن کتابخانه‌های استان‌های آتلانتیک ۲۰۲۱[۳۲]
- سخنرانی‌های عمومی مؤسسه تابستانی Archive/Counterarchive 2021[۳۳]
- برنامه رئیس انجمن کتابخانه‌های بومی آمریکا ۲۰۲۰[۳۴]
- کنفرانس طراحی آرشیوها ۲۰۱۹[۳۵][۳۶]
- کنفرانس انجمن آرشیوها، کتابخانه‌ها و موزه‌های قبیله‌ای ۲۰۱۹[۳۷]
- سخنرانی ملی رهبری دالهوزی-هورکس ۲۰۱۹[۳۸]
- اجلاس آرشیوهای انجمن آرشیوها، کتابخانه‌ها و موزه‌های قبیله‌ای ۲۰۱۵[۳۹]

علاوه بر این، او به عنوان میهمان در پادکست «پس چه؟» دانشگاه وسترن در قسمت مربوط به «تلاش‌های حقیقت و آشتی CFLA-FCAB» حضور داشته است. همچنین، او به عنوان ویراستار مهمان برای شماره ویژه اکتبر ۲۰۲۱ مجله IFLA در مورد «مسائل بومی در کتابخانه‌ها» فعالیت کرده و در سال ۲۰۱۹ به عنوان رهبر مقیم کتابخانه دانشگاه بریتیش کلمبیا اوکاناگان شناخته شد.